# Vetusta Morla
I Vetusta Morla sono una band indie rock originaria di Tres Cantos, Madrid, che canta in spagnolo.
Dopo nove anni di percorso musicale, nel febbraio del 2008 hanno pubblicato il loro primo album, Un día en el mundo, che ha ottenuto molto successo, sia da parte del pubblico che dalla critica specializzata. Tre anni dopo, nel 2011, hanno pubblicato il loro secondo album Mapas. L'8 aprile 2014, dopo diversi anni di tour per la Spagna e altri paesi, pubblicano il loro terzo album, La deriva. Nel 2017 pubblicano il loro quarto album Mismo sitio, distinto lugar. Il gruppo deve il suo nome al personaggio la Vetusta Morla de La storia infinita, l'anziana tartaruga gigante ("vetusta" in castigliano è sinonimo di vecchia, anziana).

## Storia
I Vetusta Morla nascono nell'estate del 1998. Tutto inizia nell'istituto José Luis Sampedro, nella località madrilena di Tres Cantos. 
I primi componenti del gruppo sono stati Pucho (Juan Pedro Martín, voce), David García "el Indio" (batteria), Jorge González (percusión), Alejandro Notaio (basso) e Guillermo Galván (chitarra). Più tardi, alla fine del 1998, Juan Manuel Latorre si unisce al gruppo come chitarrista e tastierista. Infine Alejandro Notaio esce dal gruppo, sostituito da Álvaro B. Baglietto.
Il gruppo prende il nome della vecchia tartaruga del romanzo giovanile La storia infinita, di Michael Ende. 
La registrazione della loro primo demo, 13 horas con Lucy, ha avuto luogo nel gennaio del 2000. Dopo aver vinto nel marzo dello stesso anno il secondo premio del Concorso Musicale di Hortaleza, e il primo premio del Concorso Statale di Pop-Rock di Rivas-Vaciamadrid, alcuni mesi dopo, sorge l'opportunità di registrare una seconda demo, che prenderà il nome della band, nel gennaio del 2001.
Dopo essere arrivati alla finale del Concorso di Rock La Elipa nel 2001, il gruppo conosce il produttore David Hyam. Con lui inizieranno a delineare un nuovo lavoro, La cuadratura del círculo.
Dopo aver concluso la registrazione della terza demo, Alejandro Notaio abbandona il gruppo. Poco dopo, Álvaro B. Baglietto passa ad essere il nuovo bassista.
Nel 2004 hanno partecipato a Los conciertos de Radio 3 di RTVE. Hanno inoltre partecipato al Festival Internazionale Anti-Crise (Beirut), evento che riunisce diversi artisti di distinte nazionalità, dove sono stati invitati come rappresentanza spagnola. Lì, non solo hanno avuto l'occasione di suonare con tutti gli invitati, ma anche di convivere per alcuni giorni tutti insieme in una casa ottomana, trasformata in una residenza per artiste e centro culturale chiamato Zico House.
Nel gennaio del 2005, pubblicano Mira, un EP autoprodotto di 7 soggetti. 
In tutto questo tempo, i Vetusta Morla non hanno smesso di suonare nelle sale di tutta la Spagna, prestando speciale attenzione al circuito madrileno: El Sol, Café La Palma, Galileo Galilei, Caracol, Macumba, Clamores, Heineken, La Boca del Lobo, Ritmo & Compás, Chesterfield Café, Joy Eslava, ecc. 

### Primo album e consolidamento come gruppo
Nel febbraio del 2008, pubblicano il loro primo album, Un día en el mundo, che è stato considerato come «il migliore primo disco di un gruppo nella storia del rock spagnolo» dal giornalista musicale Santiago Alcanda. Il 18 febbraio dello stesso anno, tornano a Los conciertos de Radio 3, questa volta presentando il loro primo LP.
Nel gennaio del 2011, il gruppo conferma tramite Twitter di star lavorando a un nuovo disco, che verrà poi pubblicato qualche mese dopo.
L'11 aprile 2011, il gruppo pubblica sulla sua pagina ufficiale la canzone En el río, anteprima del loro secondo lavoro, Mapas. Il disco è stato presentato sul web il 3 maggio dello stesso anno prima di essere esposto al mercato, il 6 di maggio 2011.
Il 3 dicembre esce con il loro marchio, Pequeño salto mortal, la colonna sonora originale del videogioco in collaborazione con Delirium Studios Los ríos de Alice. Si tratta di un lavoro di 14 brani che include la canzone Los buenos, già interpretata dalla band live.
Alla fine del 2013, il gruppo ha comunicato sui social network che stavano preparando quello che sarebbe stato il loro terzo LP, La deriva. Per presentarlo, hanno lanciato il 23 febbraio 2014 il primo singolo, Golpe maestro. Un mese dopo, il 25 marzo, il secondo singolo scelto fu la traccia che dà il nome al disco, Deriva. L'8 aprile 2014, esce l'album, presentato dalla band con un concerto in diretta negli studi di Radio 3, di RNE. Si presentò inoltre il primo videoclip del disco, corrispondente alla canzone La deriva.
Sono assidui in vari festival di musica alternativa come il Bilbao BBK Live, a cui hanno già partecipato 3 volte, Low Festival, Dcode, Santander Music e PortAmérica Rida Baixas tra gli altri.

## Membri
- Pucho, Juan Pedro Martí (voce)
- David García el Indio (batteria e cori)
- Álvaro B. Baglietto (basso)
- Jorge González (percussioni e programmazioni)
- Guillermo Galván (chitarre, tastiere e cori)
- Juan Manuel Latorre (chitarre e tastiere)

I componenti di Vetusta Morla collaborano, oltretutto, a differenti progetti musicali: David García el Indio fa parte tra gli altri di SpeakLOW, Quartetoscopio, e collabora a diversi progetti, tra cui Depedro, di Jairo Zavala. Ha suonato con artisti di flamenco, con Amparanoia, e con Muchachito Bombo Inferno. Jorge è membro di un gruppo chiamato CaLoCanDo, e Juanma di un gruppo di funk/hip-hop chiamato Funkin Donuts.

## Discografia

### Album
- Un día en el mundo (2008)
- Mapas (2011)
- Los ríos de Alice (2013)
- La deriva (2014)
- Mismo sitio, distinto lugar (2017)

### EP
- 13 horas con Lucy (demo, 2000)
- Vetusta Morla (demo, 2001)
- La cuadratura del círculo (demo, 2003)
- Mira (EP, 2005)

### Altro
- Concerto benefico por el Conservatorio Narciso Yepes de Lorca (en vivo, 2013)
- Los ríos de Alice (colonna sonora original, 2013)
- "15151": Concerto in diretta registrato nel Palacio de los deportes di Madrid il 23 maggio 2015.

## Videoclip / Canzoni
1. Copenhague (2008)
2. Un día en el mundo (2008)
3. Otro día en el mundo (2008)
4. Sálvese quien pueda (2008)
5. Valiente (2009)
6. Lo que te hace grande (2011)
7. El hombre del saco (2011)
8. Los días raros (2012)
9. Maldita dulzura (2013)
10. La deriva (2014)
11. Golpe maestro (2014)
12. Fiesta Mayor (2014)
13. Fuego (2014)
14. Cuarteles de invierno (2015)
15. Te lo digo a ti (2017)
16. Deséame suerte (2017)

## Premi e riconoscimenti

### Luglio 2008

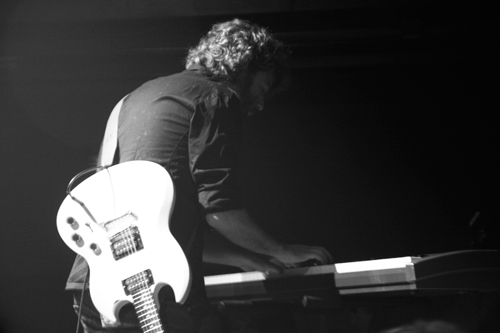
Juan Manuel Latorre, tastierista e chitarrista.

«Copenhague», il quarto singolo di Un día en el mundo, è stato scelto come una delle tre migliori canzoni dell'indie spagnolo degli ultimi 30 anni, in una votazione realizzata tra gli internauti e gli ascoltatori di Radio 3, in una gara di canzoni «indispensabili» realizzata dall'Unión Fonográfica Independiente e Radio 3, per celebrare il 4 luglio come Giorno della Musica Indipendente. 
«Copenhague» si classificò terza nella votazione che vide come vincitrice «Qué nos va a pasar» di La Buena Vida y, al secondo posto, «La revolución sexual» di La Casa Azul.

### Settembre 2008
I videoclip di «Un día en el mundo» e «Otro día en el mundo», entrambi diretti da Álvaro Leone, hanno ottenuto una Mención Especial a la Creatividad  (categoria specialmente creata per l'occasione) nell'I Festival Nazionale di Videoclip di Alcañiz (Teruel). Nel concorso, rivolto a registi, produttori di videoclip e società discografiche spagnole, furono presentati un totale di 163 lavori. I premi furono dati l'ultimo fine settimana di settembre.

### Ottobre 2008
Il 15 ottobre 2008, i Vetusta Morla ottengono il premio di «Mejor Directo de Pop», nel galà di consegna della seconda edizione dei Premios de La Noche en Vivo, conosciuti come «Los Guilles». Si tratta di riconoscimenti che  premiano la musica live. 
I Vetusta Morla furono nominati in tre categorie: «Artista Revelación», «Mejor Directo de Rock» e «Mejor Directo de Pop».
Il 21 ottobre 2008, i Vetusta Morla ricevono il Premio «Ojo Crítico» nella categoria di Musica Moderna, uno dei riconoscimenti culturali più significativi in Spagna, creato diciannove anni fa per il programma culturale di Radio Nazionale di Spagna El Ojo Crítico, che compie nel 2008 il suo 25º anniversario.

### Dicembre 2008

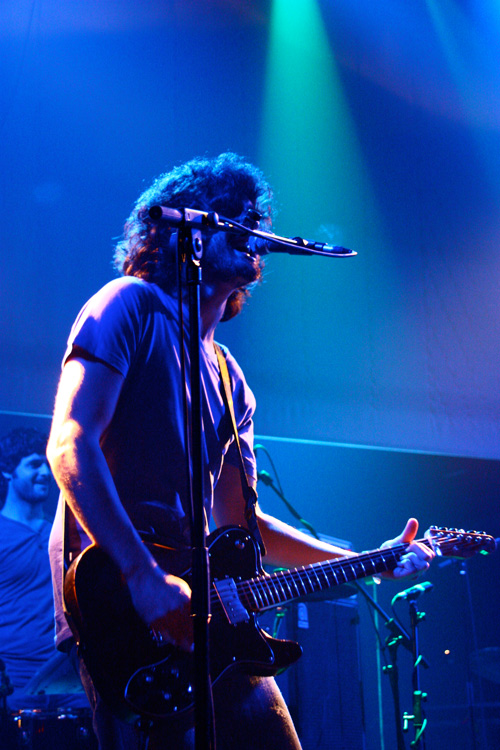
Guillermo Galván, chitarrista.

Alla fine dell'anno, la band è scelta come «Artista Rivelazione» del 2008, tramite la votazione organizzata tra i lettori di EP3, nella sezione web del giornale Il Paese.
Il primo album dei Vetusta Morla, Un día en el mundo, occupa la seconda posizione nella classifica della catena MTV, nella quale si scelgono i preferiti del 2008. 
Per la rivista Rockzone, Un día en el mundo è il secondo migliore album nazionale, mentre per Mondosonoro è il terzo, considerando la traccia «Un día en el mundo» la migliore canzone nazionale.
Per Heineken.es, «Un día en el mundo» è la terza migliore canzone nazionale del 2008, mentre il disco viene scelto come sesto migliore album nazionale.

### Gennaio 2009
All'inizio del 2009, i Vetusta Morla ottengono il Premio «Tras las 2» nella categoria di «Mejor Propuesta Musical», grazie al voto del 58% degli internauti partecipanti. Si tratta di un riconoscimento rilasciato dal programma di La 2 di TVE Miradas 2, che premia i migliori lavori del 2008.

### Febbraio 2009
Il 26 febbraio 2009, la band madrilena vince la XIII edizione dei Premios de la Musica, conferiti ogni anno dall'Academia de las Artes y las Ciencias de la Música, vincendo i tre premi a cui erano nominati: : Autore Rivelazione (con «Copenhague»), Artista Revelazione (per Un día en el mundo) e Miglior Album di Pop Alternativo (Un día en el mundo).

### Aprile 2009
Il videoclip «Otro día en el mundo», realizzato per il gruppo da Álvaro Leone e la squadra di Keloide, un esperimento di ripresa in tempo reale, ottiene il premio per migliore videoclip nella Settimana di Cinema di Medina del Campo, un prestigioso concorso che nel 2009 compie la sua 22.ª edizione.

### Luglio 2009
La banda madrilena spiccò nella prima edizione dei Premios de la Música Independiente, conferiti dall'UFI (Unión Fonográfica Independiente), in cui ricevette 4 premi: Migliore artista, Migliore album per Un día en el mundo, Migliore album rock, e Migliore canzone per «Valiente».

### Settembre 2009
I Vetusta Morla ottengono il premio per migliore gruppo spagnolo nella quarta edizione dei Premios de la Música y la Creación Independiente Pop-Eye.

### Gennaio 2010
Un día en el mundo è scelto come miglior disco nazionale del decennio dalla rivista Indyrock. Per la stessa, i Vetusta Morla occupano il primo posto nella categoria di gruppo rivelazione, e il terzo posto per miglior alcubm nazionale del decennio.

### Novembre 2011
Il gruppo viene premiato dalla rivista Rolling Stone come Migliore Gruppo dell'Anno e Migliore Disco dell'Anno, per Mapas, il loro secondo LP.

### Novembre 2012
Il gruppo è premiato dalla rivista Rolling Stone come Migliore Tour dell'Anno, dopo aver realizzato un totale di 107 concerti, 6 dei quali con l'Orchestra Sinfonica della Regione di Murcia e 28 all'estero. 

## Solidarietà
I giorni 31 maggio e 1 giugno 2012, il gruppo si unisce all'Orchestra Sinfonica della Regione di Murcia, realizzando due concerti nell'Auditorium Víctor Villegas di questa città, con l'obiettivo di raccogliere fondi per la restaurazione del conservatorio Narciso Yepes di Lorca e sensibilizzare le persone sulle situazioni in cui si continuava a vivere un anno dopo il sisma, con una città ancora distrutta. Più di tredici orchestratori hanno lavorato per preparare canzoni degli album Un día en el mundo e Mapas, arrivando così sia al pubblico dello stile rock che a quello classico a favore di una buona causa.
Recentemente hanno pubblicato sulla loro pagina ufficiale la possibilità di scaricare ufficialmente questo concerto, che si trova anche su YouTube.